# Don Joe
Don Joe, pseudonimo di Luigi Florio (Milano, 15 maggio 1975), è un disc jockey, produttore discografico e rapper italiano.
È uno dei tre membri dei Club Dogo.

## Biografia
Ha iniziato la propria attività musicale nel 1993, grazie al fratello. Il suo debutto è avvenuto con l'entrata nel team di produzione The Italian Job, composto da lui, DJ Shocca e Shablo. Nel corso del 2001 si unisce ai Sacre Scuole in qualità di turnista e, in seguito allo scioglimento del gruppo, Don Joe ha fondato i Club Dogo insieme ai membri rimasti Guè e Jake La Furia. Le partecipazioni a progetti come PMC VS Club Dogo - The Official Mixtape, progetto di collaborazione dei Club Dogo e della Porzione Massiccia Crew, o Roccia Music I del rapper Marracash e della Dogo Gang lo portano ad affinare un suo stile, virante verso la techno e l'elettronica che costituisce la maggior parte dei pezzi di Penna capitale, secondo disco del Club Dogo.
Nel 2005 ha collaborato con il rapper statunitense Grand Agent alla realizzazione dell'album Regular, distribuito dalla Vibrarecords, mentre nel 2007 ha interamente prodotto l'album Vile denaro, album d'esordio dei Club Dogo nel mainstream nazionale. L'anno seguente Don Joe ha prodotto molti brani dell'album L'ora d'aria, prima pubblicazione ufficiale di Vincenzo da Via Anfossi, e di quelli contenuti nell'album omonimo di Marracash. Nel 2012 ha prodotto insieme a Claudio Cecchetto e Pier Paolo Peroni il disco Hanno ucciso l'Uomo Ragno 2012 di Max Pezzali (remake ventennale del primo disco di quest'ultimo con gli 883 riletto a tempo di rap) e il sesto album dei Club Dogo Noi siamo il club. Inoltre ha partecipato con i Club Dogo all'album di Pezzali in duetto con lui nella traccia Con un deca.
Il 17 aprile 2015 è stato pubblicato il singolo Ora o mai più, realizzato con la partecipazione vocale della cantante Emma e che ha anticipato il primo album di Don Joe, anch'esso intitolato Ora o mai più e pubblicato il 5 maggio 2015. Il 24 ottobre 2018 ha pubblicato il singolo Tutti Frutty insieme alla rapper Roshelle. Il 15 marzo 2019, invece, il produttore milanese ha pubblicato il singolo F.A.K.E., realizzato in collaborazione con Marracash e Jake La Furia.
Poi è stata la volta dell'album "Milano soprano" uscito nel 2021 e che vanta le collaborazioni con maggiori esponenti della scena milanese.

## Vita privata
Il 22 settembre 2012 si è sposato a Giffoni Valle Piana nel Complesso Monumentale del Convento San Francesco. Al suo matrimonio partecipano vari DJ ed MC, tra i quali Guè, Jake La Furia, Vincenzo da Via Anfossi, Emi Lo Zio, Sgarra (membri della Dogo Gang), Shablo e J-Ax e le rispettive compagne.

## Discografia

### Da solista
Album in studio
- 2005 – Regular (con Grand Agent)
- 2011 – Thori & Rocce (con Shablo)
- 2015 – Ora o mai più
- 2021 – Milano soprano
- 2023 – Don dada

EP
- 2023 – Don dada

Mixtape
- 2009 – Dogoinfamous Mixtape (con DJ Harsh)
- 2010 – Dogoinfamous Mixtape Vol 2
- 2010 – Dogoinfamous Mixtape Vol. 3 (con DJ Harsh)
- 2010 – Dogoinfamous Mixtape Vol. 4 (con DJ Harsh)
- 2010 – Dogoinfamous Mixtape 5

### Con i Club Dogo
- 2003 – Mi fist
- 2006 – Penna capitale
- 2007 – Vile denaro
- 2009 – Dogocrazia
- 2010 – Che bello essere noi
- 2012 – Noi siamo il club
- 2014 – Non siamo più quelli di Mi fist
- 2024 – Club Dogo

### Con la Dogo Gang
- 2006 – Roccia Music I
- 2008 – Benvenuti nella giungla

### Collaborazioni
- 1997 – Irene Lamedica feat. Don Joe – La dolce vita (da Dolce intro)
- 1997 – DJ Enzo feat. Don Joe e Irene Lamedica – Quello per cui vivo (da Tutti x uno)
- 1999 – Irene Lamedica feat. Don Joe – L'epicentro parte 2 (da Soulista)
- 1999 – Irene Lamedica feat. Don Joe – Ti tratto meglio (da Soulista)
- 1999 – Sottotono feat. Don Joe e Marya – Da dove scrivo (da Sotto lo stesso effetto)
- 1999 – Don Joe e Dargen D'Amico – Bug a Boo Parody (da Prodigio - Cani da sfida)
- 2004 – Jake La Furia feat. Don Joe – La mia crew è (da The Remedy Tape)
- 2006 – Gué Pequeno feat. Amir, Santo Trafficante & Don Joe – D.O.G.O. Meets Prestigio Click (da Fastlife Mixtape)
- 2006 – Bassi Maestro feat. G-Max, Don Joe e Daniele Vit – Nella Notte (da V.E.L.M. (Vivi e lascia morire))
- 2007 – Montenero feat. Don Joe e Vincenzo da Via Anfossi – Così e basta (da Milano spara)
- 2007 – Montenero feat. Don Joe e Vincenzo da Via Anfossi – Non so niente (Milano spara)
- 2008 – Sgarra feat. Don Joe e Gué Pequeno – Tutta roba mia (da Disco imperiale)
- 2010 – Clara Moroni feat. Don Joe – 1000 notti (da Bambina brava)
- 2010 – Montenero feat. Don Joe e Emis Killa – È questo il tempo (da Big Deal)
- 2023 – Biagio Antonacci feat. Tananai e Don Joe – Sognami (da L'inizio)

### Produzioni
- 1999 – Sacre Scuole – 3 MC's al cubo (tracce 1 e 4)
- 2003 – Club Dogo – Mi fist (tutte le tracce)
- 2004 – Posi Argento – Borderline (produzione di Sono tornata (I'm Back in Town), Non mi fermi, Attimi e Amen)
- 2005 – Inoki – Fabiano detto Inoki (tracce 2, 10 e 17)
- 2005 – Don Joe e Grand Agent – Regular (tutte le tracce)
- 2005 – Marracash – Popolare
- 2006 – Club Dogo – Penna capitale (tutte le tracce)
- 2006 – Guè Pequeno, Deleterio – Hashishinz Sound Vol. 1 (tracce 6 e 12)
- 2006 – CL Smooth – American Me (traccia 8)
- 2006 – AA.VV. – Crash Test Vol. 1 (traccia 19)
- 2007 – Club Dogo – Vile denaro (tutte le tracce)
- 2007 – EnMiCasa – Senza respiro (traccia 13)
- 2007 – Chief & Reverendo – Autostrada del sole (tracce 6 e 15)
- 2007 – Montenero – Milano spara (tracce 1–3, 5, 7, 15, 17 e 19)
- 2007 – Noyz Narcos – Verano zombie (traccia 3)
- 2007 – Space One – Il ritorno (traccia 4)
- 2007 – Ted Bundy – Molotov Cocktail (Intro, Soltanto per me stesso, Fermare il tempo e Tu mi vedrai)
- 2007 – Colle der Fomento – Anima e ghiaccio (traccia 6)
- 2007 – Kaos – Karma (tracce 1, 4-6, 9, 13 e 14)
- 2008 – Dogo Gang – Benvenuti nella giungla (tracce 1, 2, 7, 8, 10-12)
- 2008 – Vincenzo da Via Anfossi – L'ora d'aria (produzione di 9mm)
- 2008 – Aban – La bella Italia (tracce 3 e 12)
- 2008 – Marracash – Marracash (tracce 1, 4, 6-8, 10-11 e 18)
- 2008 – Santo Trafficante – Ghiaccio - Il principio (produzione di Non ce provà)
- 2008 – TruceKlan – Ministero dell'inferno (traccia 6)
- 2009 – Gente De Borgata – Terra Terra (produzione di Dimentica tutto)
- 2009 – Jack the Smoker – V.Ita (produzione di Vita in Ita e 24.7)
- 2009 – Montenero – Dogo Power
- 2009 – Mani & Jamil – Green Street (tracce 1, 2 e 7)
- 2010 – Amir – Pronto al peggio (produzione di Sempre più grande e Multilingue (Dogozilla RMX))
- 2010 – DJ Harsh – Harshtimes 6 (tracce 4 e 18)
- 2010 – Styles P – The Ghost Dub-Dime (produzione di Fast Lane e Juice Bar)
- 2010 – Cassidy – Apply Pressure 2 (produzione di Over and Over Again)
- 2010 – Serius Jones – Euros
- 2010 – Due di Picche – C'eravamo tanto odiati (traccia 9)
- 2010 – Emis Killa – Champagne e spine (tracce 5, 6 e 13)
- 2011 – J-Ax – Meglio prima (?) (traccia 16)
- 2011 – Fabri Fibra – Venerdì 17 (traccia 16)
- 2011 – AA.VV. – Wag 20 Years Of Style (traccia 16)
- 2011 – Xtreme Team – Xtreme Quality Mixtape (tracce 1, 9 e 18)
- 2011 – Ted Bundy – Centodieci e lode (produzione di Un buco in testa)
- 2011 – Prize – Sempre in piedi (produzione di Dritti all'inferno RMX)
- 2011 – Gué Pequeno – Il ragazzo d'oro (tracce 3, 5 e 15)
- 2011 – Fedez – Tutto il contrario Remixtape (tracce 6 e 8)
- 2012 – Rocco Hunt – Spiraglio di periferia (Deluxe Edition) (traccia 10)
- 2012 – Bassi Maestro – Stanno tutti bene (tracce 5)
- 2012 – Max Pezzali – Hanno ucciso l'Uomo Ragno 2012
- 2012 – Gemitaiz e MadMan – Detto, fatto. (tracce 5 e 6)
- 2012 – Dinco D – D*Incorporated Mixtape 2012 (tracce 5 e 10)
- 2013 – Gué Pequeno – Bravo ragazzo (tracce 2, 8, 16 e 17)
- 2013 – Jake La Furia – Musica commerciale (tracce 4, 5, 7, 10, 11 e 13)
- 2013 – Clementino – Mea culpa (traccia 8)
- 2014 – Club Dogo – Non siamo più quelli di Mi fist (tutte le tracce)
- 2014 – Gemitaiz, MadMan – Kepler (traccia 9)
- 2014 – Rocco Hunt – 'A verità 2.0 (CD 2, traccia 7)
- 2014 – Vincenzo da Via Anfossi – V.I.P. - Vera impronta popolare (traccia 4)
- 2015 – Nitro – Suicidol (traccia 5)
- 2015 – AA.VV. – Bella Lucio! (traccia 4)
- 2015 – Marracash – Status (tracce 4, 10, 11 e 16)
- 2016 – Gemitaiz – Nonostante tutto (traccia 9)
- 2016 – Fabri Fibra – Tradimento 10 anni - Reloaded (traccia 2)
- 2016 – Jake La Furia – Fuori da qui (tracce 6-7, 10 e 12)
- 2016 – Emis Killa – Terza stagione (tracce 2 e 5)
- 2016 – Marracash e Guè – Santeria (tracce 2 e 7)
- 2016 – Marracash e Guè – Santeria (Voodoo Edition) (traccia 2)
- 2016 – Clementino – Miracolo! Ultimo round (traccia 7)
- 2017 – Gué Pequeno – Gentleman (tracce 2 e 11)
- 2017 – Fabri Fibra – Fenomeno (traccia 15)
- 2017 – Nikone – Onirikone (traccia 13)
- 2017 – Tia – Blacksheep
- 2017 – Emis Killa – Linda
- 2018 – Roshelle – Tutti Frutty
- 2018 – Marracash – Marracash - 10 anni dopo (tracce 3, 6 e 7)
- 2018 – Gué Pequeno feat. Willy William – Lungomare latino
- 2018 – Il Pagante feat. Emis Killa – Il mezzo
- 2018 – Emis Killa – Supereroe (tracce 1, 5-7, 9 e 11)
- 2018 – Young Slash – Ricco e povero
- 2018 – Måneskin – Il ballo della vita (traccia 7)
- 2018 – Vegas Jones – Bellaria: Gran Turismo (traccia 19)
- 2018 – Anastasio – La fine del mondo (tracce 1 e 4)
- 2019 – Boro Boro, MamboLosco e Don Joe – Lento
- 2019 – Ketama126 – Kety (traccia 14)
- 2019 – Jefeo – Teenager (traccia 7)
- 2020 – Willie Peyote, Don Joe e Shaggy – Algoritmo
- 2020 – Don Joe, Madame e Dani Faiv – Spaccato
- 2021 – Boro Boro, Don Joe – 35
- 2022 – Boro Boro, Don Joe e Timongothekeys – Paura e soldi
- 2022 – Elisa – Ritorno al futuro/Back to the Future (traccia 9)
- 2023 – Speranza, Don Joe – Welcome to Favelas

- 2024 – Guè, Annalisa ed Ernia – Istinto animale
- 2024 –  Niki Savage ed Emis Killa - Hikikomori
- 2025 –  Promessa - Paradiso
- 2025 – Young Hash e Melons - Il Protettore
- 2025 – Rrari Dal Tacco e Low-Red - Taxi